# Wskaźnik cyklu regulowania należności
Wskaźnik cyklu regulowania należności – wskaźnik z grupy wskaźników sprawności działania. Występuje w dwóch wersjach: w razach obrotu (wskaźnik rotacji należności – często traktowany jako odrębny wskaźnik) oraz w dniach. 
Wskaźnik cyklu regulowania należności w dniach (ang. days sales outstanding, DSO) ma postać:
| przeciętny stan należności | × liczba dni badanego okresu |
| przychody ze sprzedaży     | × liczba dni badanego okresu |

Jest to wskaźnik, który można obliczyć dla danych z okresu rocznego (360 lub 365 dni), półrocznego, kwartalnego lub miesięcznego (30 dni). Określa średnio po ilu dniach od momentu sprzedaży (wystawienia faktury) przedsiębiorstwo otrzymuje zapłatę. Innymi słowy ilustruje długość cyklu inkasa należności. Interpretacja wskaźnika nie jest sprawą oczywistą, choć obowiązuje zasada generalna, że im krótszy cykl tym lepiej (im szybciej wpłyną pieniądze do przedsiębiorstwa tym lepiej). Jego wielkość zależy od wielu czynników, m.in. polityki handlowej, sektora, pozycji przedsiębiorstwa na rynku czy etapu życia na jakim znajduje się przedsiębiorstwo.
W tradycyjnej regule podaje się, że wskaźnik DSO nie powinien przekraczać więcej niż o jedną trzecią lub o połowę terminu zawartego w warunkach sprzedaży. Przykładowo, jeśli wyznaczony termin to 30 dni, to dopuszczalna wartość wskaźnika wyniesie w granicach 40–45.